# Шемякино (Вологодская область)
Шемякино — деревня в Харовском районе Вологодской области на реке Вондожь.
Входит в состав Шапшинского сельского поселения, с точки зрения административно-территориального деления — в Шапшинский сельсовет.
Расстояние по автодороге до районного центра Харовска — 42 км, до центра муниципального образования Шапши — 8 км. Ближайшие населённые пункты — Софониха, Потапиха, Зуена, Митинская.
По переписи 2002 года население — 7 человек.